# Hiddingezijl
Hiddingezijl is een gehucht in de gemeente Het Hogeland in de provincie Groningen. Tegenwoordig wordt het niet meer als zodanig op de kaart vermeld, hoewel de gemeente het nog steeds als een van de kernen van de gemeente benoemt.
Het gehucht ligt tussen de dorpen Den Andel en Westernieland. De naam geeft aan dat hier vroeger een zijl (= sluis) in de Oude Riet heeft gelegen. Deze zijl vormde onderdeel van de dijk die rond 1350 werd aangelegd tussen Oudedijk en Den Andel en waarmee de kwelder waarop Westernieland ligt werd bedijkt. In 1350 werd de zijl gelegd door abt Hiddo van Oldeklooster. Aan zeezijde zette slibvorming echter door met als gevolg dat de uitwatering steeds verder werd bemoeilijkt. In de winter van 1520 brak de dijk door bij de sluis tijdens een stormvloed en ontstond ter plekke een kolk, waarin de sluisdeuren verdwenen. De toenmalige abt van Oldeklooster, pastoor Gerardus Warendorp, besloot de zijl niet opnieuw aan te leggen en sloot in plaats daarvan in 1521 een overeenkomst met jonker Schelte ter Borch, de zijlrechter van het Schouwerzijlvest om via de Schouwerzijl af te wateren op het Reitdiep. Later werd het binnendijkse deel van de Oude Riet vergraven tot het Westernielandstermaar en in de jaren 1980 werd het eerste stukje buitendijks gekanaliseerd en het restant van de kolk gedempt met flinten die enkele decennia eerder waren vrijgekomen bij de aanleg van de Linthorst Homanpolder.
Hoofdplaats: Uithuizen

Dorpen: Adorp · Den Andel · Baflo · Bedum · Eenrum · Eppenhuizen · Hornhuizen · Houwerzijl · Kantens · Kloosterburen · 't Lage van de Weg · Lauwersoog · Leens · Leenstertillen · Lutjewolde · Mensingeweer · Molenrij · Niekerk · Noordwolde · Oldenzijl · Onderdendam · Onderwierum · Oosteinde · Oosternieland · Pieterburen · Rasquert · Rodewolt · Roodeschool · Rottum · Saaxumhuizen · Sauwerd · Startenhuizen (deels) · Stitswerd · Tinallinge · Uithuizermeeden · Ulrum · Usquert · Vliedorp · Vierhuizen · Warffum · Warfhuizen · Wehe-den Hoorn · Westerdijkshorn · Westernieland · Wetsinge · Winsum · Zandeweer · Zoutkamp · Zuidwolde · Zuurdijk

Buurtschappen, gehuchten, wierden en buurten: 1e Nijhoezen · 2e Nijhoezen · 't Aagt · Abbeweer · Alinghuizen · Arwerd · Barnegaten · Bellingeweer · Bethlehem · Beusum · Bokum · Breede · Broek · Het Bultje · De Dingen · De Raken · De Vennen · Den Haver · Deikum · Doodstil · Douwen · Duisterwinkel · Eelswerd · Eemshaven · Elens · Ellerhuizen · Ernstheem · Ewer · Grijssloot · Groot Maarslag · Groot Wetsinge · De Haar · Hammeland · Den Hander · Harssens · Hefswal · Hekkum · Helwerd · Heuvelderij · Hiddingezijl · Holwinde · De Hoogte · De Horn · De Houw · 't Houweel · De Hucht · Kaakhorn · Katershorn · Kattenburg · Klei · Kleine Huisjes · Klein Garnwerd · Klein Maarslag · Klein Wetsinge · Kolham · Koningslaagte · Koningsoord · De Knijp · Kruisweg · Lutje Marne · Lutke Saaxum · Maarhuizen · (Marnehuizen) · Menkeweer · Menneweer · Midhalm · Midhuizen · Mollenhuizen · Nijenklooster · Noordpolder · Noordpolderzijl · Obergum · Oldenzijl · Oldorp · Oosterhorn · Oosterhuizen (Eenrum) · Oosterhuizen (Zuidwolde) · Oudedijk · Oudeschip · Paapstil · Panser · Plattenburg · Polen · Ranum · Reidland · Roodehaan · Schapehals · Schaphalsterzijl · Schilligeham · Schouwen · Schouwerzijl · Sint Annerhuisjes · 't Stort · De Streek · Takkebos · Ter Laan · Tijum · Valcum · Valom · Wadwerd · Walsweer · Westerhorn (De Marne) · Westerhorn (Hogeland) · Westerklooster · Westpolder · Wierhuizen · Wierum · 't Wildeveld · Willemsstreek · Zevenhuizen